# Indicud
Albums de Kid Cudi
Cruel Summer
(2012) Satellite Flight: The Journey to Mother Moon
(2014)
Singles
1. Just What I Am
Sortie : 2 octobre 2012
2. King Wizard
Sortie : 17 décembre 2012
3. Immortal
Sortie : 14 mars 2013
4. Girls
Sortie : 2 avril 2013

Indicud est le troisième album studio de Kid Cudi, sorti en 2013.

## Historique
Après son projet rock WZRD avec Dot da Genius, Kid Cudi commence à travailler sur un nouveau projet solo. À l'origine, cet album s'inscrit dans la continuité de la série Man on the Moon composée de Man on the Moon: The End of Day (2009) et Man on the Moon II: The Legend of Mr. Rager (2010). Il devait être nommé Man on the Moon III: Prequel to the wizard. Durant l'été 2012, le rappeur annonce sur Twitter : « mon nouvel album s'intitule indicud, ça sera ma version de The Chronic 2001, j'ai produit certains sons, d'autres où je suis auteur (...) ». Cudi avait aussi annoncé un double album, avant de se rétracter quelques mois plus tard.
Le 2 avril 2013, Kid Cudi annonce sur la radio de Los Angeles, Power 106, qu'il quitte définitivement le label G.O.O.D. Music de Kanye West. Le rappeur souhaite prendre sa propre direction et s’occuper de son propre label, Wicked Awesome, et de l'artiste King Chip. Ce nouvel album sort donc chez Wicked Awesome et Republic Records.
Initialement prévue pour le 23 avril 2013, la sortie de l'album est avancée au 16 avril 2013 à la suite de fuites sur Internet,.
HipHopDX a classé Indicud parmi les « 25 meilleurs albums de l'année 2013 » et le magazine The Source à la première place des « 10 meilleurs albums de 2013 ».

## Singles
Le premier single, Just What I Am, est présenté en août 2012, mais ne sort qu'en octobre de la même année sur iTunes store. Le second, King Wizard, sort le 17 décembre 2012 et le troisième, Immortal, le 15 mars 2013.

## Pochette de l'album
La pochette de l'album montre une grosse explosion entourée d'un cadre doré.

## Listes des titres
| No  | Titre                                                                                        | Auteur | Contient un (des) sample(s) de                                    | Durée |
| --- | -------------------------------------------------------------------------------------------- | --- | ----------------------------------------------------------------- | ----- |
| 1.  | The Resurrection of Scott Mescudi (Produit par Kid Cudi)                                     | Scott Mescudi |                                                                   | 2:40  |
| 2.  | Unfuckwittable (Produit par Kid Cudi)                                                        | Mescudi |                                                                   | 4:35  |
| 3.  | Just What I Am (featuring King Chip – Produit par Kid Cudi)                                  | Mescudi, Charles Worth |                                                                   | 3:48  |
| 4.  | Young Lady (featuring Father John Misty – Produit par Kid Cudi)                              | Mescudi | Hollywood Forever Cemetery Sings de Father John Misty             | 4:24  |
| 5.  | King Wizard (Produit par Kid Cudi)                                                           | Mescudi |                                                                   | 4:16  |
| 6.  | Immortal (Produit par Kid Cudi)                                                              | Mescudi, Andrew VanWyngarden, Ben Goldwasser | Congratulations de MGMT                                           | 5:01  |
| 7.  | Solo Dolo Part II (featuring Kendrick Lamar – Produit par Kid Cudi)                          | Mescudi, Kendrick Duckworth | Going the Distance du Menahan Street Band                         | 3:34  |
| 8.  | Girls (featuring Too $hort – Produit par Kid Cudi)                                           | Mescudi, Todd Shaw, Carl Brown, Shelly Goodhope, Tanesa Tavin, Daniel Brattain, Veronica Mendez, Darrell Mitchell, Albert Cota, Chantel Roquemore, Michael Monagan | Bitches (Reply) de D.J. Jimi Pretty Girls des Kids of Widney High | 4:27  |
| 9.  | New York City Rage Fest (Produit par Kid Cudi)                                               | Mescudi |                                                                   | 1:53  |
| 10. | Red Eye (featuring Haim – Produit par Kid Cudi et Hit-Boy)                                   | Mescudi, Chauncey Hollis |                                                                   | 3:54  |
| 11. | Mad Solar (Produit par Kid Cudi)                                                             | Mescudi |                                                                   | 4:08  |
| 12. | Beez (featuring RZA – Produit par Kid Cudi)                                                  | Mescudi, Robert Diggs | Mind Playing Tricks on Me des Geto Boys                           | 3:13  |
| 13. | Brothers (featuring King Chip et A$AP Rocky – Produit par Kid Cudi)                          | Mescudi, Worth, Rakim Mayers |                                                                   | 4:41  |
| 14. | Burn Baby Burn (Produit par Kid Cudi)                                                        | Mescudi |                                                                   | 2:58  |
| 15. | Lord of the Sad and Lonely (Produit par Kid Cudi)                                            | Mescudi |                                                                   | 2:46  |
| 16. | Cold Blooded (Produit par Kid Cudi)                                                          | Mescudi |                                                                   | 2:32  |
| 17. | Afterwards (Bring Yo Friends) (featuring Michael Bolton et King Chip – Produit par Kid Cudi) | Mescudi, Worth |                                                                   | 9:03  |
| 18. | The Flight of the Moon Man (Produit par Kid Cudi)                                            | Mescudi |                                                                   | 2:51  |

| 19. | Pursuit of Happiness (Steve Aoki Remix – Version longue) (featuring Ratatat et MGMT – Produit par Steve Aoki) | Mescudi, Evan Mast, Mike Stroud | 6:13 |

## Classements
| Pays / classement                   | Meilleure position |
| ----------------------------------- | ------------------ |
| Canada - Canadian Albums Chart      | 3                  |
| Irlande - Irish Albums Chart        | 26                 |
| Royaume-Uni - UK Albums Chart       | 32                 |
| Royaume-Uni - UK R&B Albums Chart   | 2                  |
| États-Unis - Billboard 200          | 2                  |
| États-Unis - Top R&B/Hip-Hop Albums | 1                  |
| États-Unis - Top Rap Albums         | 1                  |